# Lipide A

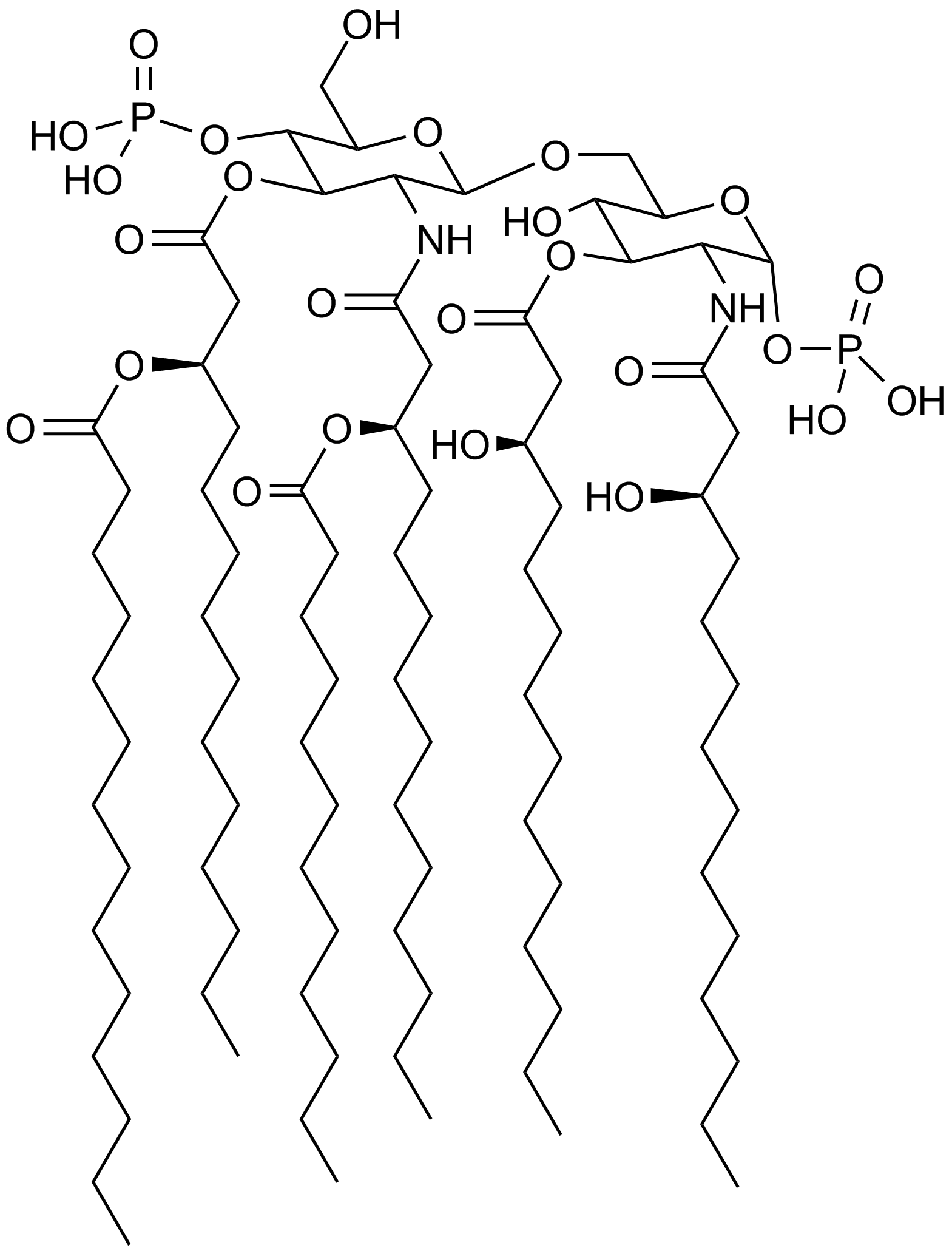
Structure typique du lipide A d'E. coli.

Le lipide A est un constituant lipidique d'une endotoxine responsable de la toxicité des bactéries à Gram négatif. Il forme la plus interne des trois régions de la molécule de lipopolysaccharide (LPS ou endotoxine) et sa nature hydrophobe lui permet d'ancrer le LPS dans la membrane externe. Bien que ses effets toxiques puissent être particulièrement néfastes, la détection de lipide A par le système immunitaire humain peut s'avérer déterminante pour l'activation de la réponse immunitaire aux infections à Gram négatif et la réussite de cette réponse.
La capacité du LPS à déclencher une réponse immunitaire réside essentiellement au niveau du lipide A. C'est un stimulant très puissant du système immunitaire, dont il active les cellules (monocytes, macrophages) à des concentrations de quelques picogrammes par millilitre.
Le lipide A se lie au récepteur Toll-like 4 (TLR4) pour activer une cascade de réponses immunitaires dont la production cytokines et de chimiokines telles que le facteur de nécrose tumorale-α (TNF-α), l'interleukine-1β (IL-1β ), IL-6 et l'interféron-β (IFN-β). À concentration élevée dans l'organisme lors d'une infection à Gram négatif, il peut déclencher un syndrome de réponse inflammatoire systémique causant un état de choc pouvant entraîner la mort.
Le lipide A consiste en deux résidus de glucosamine liés à des acides gras et contenant normalement un groupe phosphate sur chaque ose.
On considère que la structure optimale pour l'activation du système immunitaire contient six résidus d'acides gras. Quatre d'entre eux sont liés directement aux résidus de glucosamine et ont des chaînes aliphatiques β-hydroxylées longues de 10 à 16 atomes de carbone. Deux résidus d'acides gras supplémentaires sont souvent liés aux groupes β-hydroxyle. Le lipide A d’Escherichia coli, par exemple, possède quatre chaînes d'acide gras hydroxylées en C14 liées aux résidus de glucosamine et deux chaînes supplémentaires en C12 et C14 liées aux groupes hydroxyle.

## Monophosphoryl-lipide A
Le monophosphoryl-lipide A (MPL-A) ou lipide A monophosphorylé, également appelé en anglais glucopyranosyl lipid adjuvant (GLA), est une forme de lipide A à la fois peu endotoxique mais conservant une forte immunogénicité. Associé à des saponines, il est étudié comme adjuvant vaccinal de nature à stimuler la réponse immunologique à l'antigène : production d'anticorps et activation des centres germinatifs.
En effet les études sur l'endotoxicité des lipides A ont révélé que la forme diphosphoryl-hexaacylée du lipide A (comme chez Escherichia coli) est particulièrement endotoxique car très bien reconnue par le TLR4. Inversement, le monophosphoryl-lipide A (MPL-A) présente l'avantage d'une activité endotoxique très atténuée du fait de l'élimination du groupe phosphate anomérique.